# Galapagacarus schatzi
Galapagacarus schatzi is een mijtensoort uit de familie van de Hermanniidae. De wetenschappelijke naam van de soort werd voor het eerst geldig gepubliceerd in 1985 door Balogh P..